# Philip Wilson
Philip Edward Wilson (ur. 2 października 1950 w Cessnock, zm. 17 stycznia 2021) – australijski duchowny katolicki, biskup Wollongong od 1996 do 2000, arcybiskup koadiutor Adelaide od 2000 do 2001, arcybiskup Adelaide w latach 2001–2018.

## Życiorys
Studiował w seminariach w Springwood, Manly oraz w Katolickim Instytucie w Sydney, gdzie uzyskał magisterium z teologii. Po święceniach rozpoczął także studia z prawa kanonicznego na Katolickim Uniwersytecie Ameryki, uwieńczone w 1995 tytułem doktora.
Święcenia kapłańskie otrzymał 23 sierpnia 1975 i został inkardynowany do diecezji Maitland. Pracował m.in. jako dyrektor Departamentu Edukacji Religijnej (1978–1980), sekretarz i ceremoniarz biskupi (1980–1983), a także jako wikariusz generalny diecezji (1987–1990) i członek niektórych diecezjalnych komisji.

### Episkopat
12 kwietnia 1996 został mianowany biskupem diecezji Wollongong. Sakry biskupiej udzielił mu 10 lipca 1996 kardynał Edward Bede Clancy.
30 listopada 2000 papież Jan Paweł II mianował go arcybiskupem koadiutorem Adelaide. Pełnię rządów w diecezji objął 3 grudnia 2001 po przejściu na emeryturę poprzednika.
5 maja 2006 został wybrany przewodniczącym Konferencji Episkopatu Australii. Pełnił tę funkcję w latach 2006–2012. 4 maja 2012 został wybrany wiceprzewodniczącym Konferencji Episkopatu (pełnił tę funkcję do roku 2016).
Zmarł 17 stycznia 2021.

## Wyrok sądowy
W maju 2018 został uznany winnym zatajenia przypadków seksualnego wykorzystywania małoletniego ministranta przez swojego proboszcza księdza Jamesa Fletchera o czym dowiedział się w 1976, gdy był wikariuszem w Maitland. Na początku lipca został skazany na rok aresztu domowego. 30 lipca 2018 papież przyjął jego rezygnację z pełnionego urzędu. 14 sierpnia sąd zezwolił mu na ubieganie się o przedterminowe zakończenie odbywania kary po jej połowie. Zarówno abp Philip Wilson jak też prokuratura złożyli odwołanie od wyroku, które zostało uwzględnione przez sąd apelacyjny w Newcastle.